# Lex Soraya
Lex Soraya ist eine populäre Bezeichnung für ein gescheitertes Gesetzgebungsvorhaben aus dem Jahr 1958 in der Bundesrepublik Deutschland. Ein Gesetz sollte die Beleidigung ausländischer Staatsoberhäupter durch das Verbreiten von Behauptungen über ihr Privatleben oder deren Familienangehörige unter Strafe stellen, sofern diese geeignet seien, die Beziehungen der Bundesrepublik zu dem betroffenen Staat zu belasten. Auslöser war ein Artikel in der Zeitschrift Stern am 19. April 1958 über die Scheidung des iranischen Schahs Mohammad Reza Pahlavi von dessen zweiter Ehefrau Soraya Esfandiary Bakhtiari.

## Hintergrund
Im April 1958 veröffentlichten die Stern-Autoren Hans Wehrle und Gerd Heidemann einen Artikel, in dem sie unter anderem behaupteten, dass ein Putsch gegen den Schah unmittelbar bevorstehe, und Spekulationen über die Trennung von seiner Frau anstellten. Die iranische Regierung sah diesen Artikel als eine unentschuldbare Beleidigung des Schahs. Der damalige deutsche Botschafter in Teheran Lutz Gielhammer wurde mehrmals in das Amt des persischen Hofmarschalls einbestellt. Um eine weitere Beschädigung des deutsch-iranischen Verhältnisses zu verhindern, erteilte Bundesaußenminister Heinrich von Brentano die notwendige Ermächtigung zur Anklageerhebung gegen das Magazin wegen Beleidigung. Das Verfahren vor dem Landgericht Hamburg wurde aber eingestellt.

## Gesetzgebungsvorhaben
Um eine Strafverfolgung in ähnlichen Fällen künftig zu erleichtern, reichte das Bundeskabinett im Juni 1958 den Entwurf eines Fünften Strafrechtsänderungsgesetzes ein, mit dem das Strafgesetzbuch entsprechend geändert werden sollte. Der Gesetzentwurf wurde öffentlich als unzulässiger Eingriff in die Pressefreiheit heftig kritisiert, namentlich durch den Deutschen Presserat, und bereits bei der ersten Behandlung im Bundesrat gestoppt. Die Ländervertreter befanden, die geplanten Vorschriften seien so ungenau gefasst, dass die Bürger nicht erkennen könnten, wann sie sich strafbar machten und wann nicht. Dies komme einer grundgesetzwidrigen Zensur gleich. Das Votum gegen den Entwurf fiel einstimmig aus.
Die Beleidigung von Organen und Vertretern ausländischer Staaten war seither nicht als Beleidigung (§§ 185 StGB), sondern war als Beleidigung von Organen und Vertretern ausländischer Staaten in § 103 StGB besonders geregelt. Diese Strafvorschrift wurde 2017 nach der Böhmermann-Affäre mit Wirkung zum 1. Januar 2018 abgeschafft.